# Johannes Platys
Johannes Platys (auch Platynus) war ein oströmischer Patricius und Exarch von Ravenna.
Johannes wurde offenbar als Nachfolger des Theodorus im Jahr 686 zum Exarchen von Ravenna ernannt. Bereits vor dem Tod Papst Konon in demselben Jahr wurde er von dem Erzdiakon Paschalis um Unterstützung bei der zu erwartenden Papstwahl gebeten, wofür Paschalis dem Exarchen gewisse Schenkungen bot, offensichtlich Bestechungsgelder. Tatsächlich wies Johannes seine Vertreter in Rom an, für die Wahl des Paschalis zu sorgen. Dennoch konnte sich dieser nicht durchsetzen. Er bat 687 den Exarchen wiederum um Hilfe und bot ihm 100 Goldpfund für seine Unterstützung, was Johannes auch annahm. Als Johannes heimlich und unverhofft nach Rom kam, musste er indes feststellen, dass sich bereits Sergius als Papst durchgesetzt hatte, der in Rom auf eine breite Zustimmung stieß.
Auch Johannes erkannte Sergius als neuen Papst an, forderte aber hierfür mit Erfolg die ihm von Paschalis versprochenen 100 Goldpfund ein. Um die Summe aufbringen zu können, musste Sergius unter anderem einige Leuchter und Kronen, die im Petersdom vor dem Altar aufgehängt worden waren, abnehmen lassen, bis die Summe erreicht worden war. Erst danach wurde die Wahl förmlich durch Johannes bestätigt.
Die Amtsdauer des Johannes als Exarch lässt sich nicht genauer bestimmen. Während 686 als Antrittsdatum feststeht, ist als nächster Exarch Theophylactus für die Zeit zwischen 701 und 705 belegt. Da in diese Zeit zwei Kaiserwechsel fallen, dürfte auch das Exarchat im Zuge dieser Regierungswechsel neu besetzt worden sein, ohne dass man weiß von wem.